# Xã Owen, Quận Saline, Arkansas
Xã Owen (tiếng Anh: Owen Township) là một xã thuộc quận Saline, tiểu bang Arkansas, Hoa Kỳ. Năm 2010, dân số của xã này là 9.796 người.